# Honessite
L'honessite (simbolo IMA: Hon) è un minerale del supergruppo dell'idrotalcite e del gruppo della woodwardite appartenente alla famiglia dei "solfati, cromati, molibdati e tungstati" con composizione chimica Ni6Fe3+2(SO4)(OH)16 • 4(H2O) e risulta essere un solfato-analogo della reevesite (Ni6Fe3+2(CO3)(OH)16 • 4(H2O)).

## Origine e giacitura
Il minerale è stato rinvenuto in quella che è poi diventata la sua località tipo, ossia a Linden, nel distretto minerario dell'alta valle del Mississippi (contea di Iowa, nello Stato del Wisconsin, Stati Uniti).
Il nome del minerale è stato dato nel 1956 da Allen V. Heyl, Charles Milton e Joseph M. Axelrod in onore di Arthur Pharaoh Honess (10 agosto 1887, Berea, Ohio - 17 dicembre 1942, Pennsylvania), professore di mineralogia presso la "School of Mineral Industries" dell'Università della Pennsylvania.
Il campione tipo è conservato presso il National Museum of Natural History di Washington con il numero di catalogo 117698.

## Classificazione
Il minerale è noto sin da prima del 1956, pertanto è presente già nell'ottava edizione della sistematica dei minerali di Strunz (obsoleta dal 1977) e nella nona edizione (aggiornata fino al 2009), dove il minerale viene elencato nella classe "7. Solfati (selenati, tellurati, cromati, molibdati, tungstati)" e da lì nella sottoclasse "7.D Solfati (selenati, ecc.) con anioni aggiuntivi, con H2O; questa è ulteriormente suddivisa in base alle dimensioni del cationi coinvolti, in modo che il minerale sia elencato nella sezione "7.DD Con soltanto cationi di media dimensione; strati di ottaedri che condividono uno spigolo", dove forma il sistema nº 7.DD.35 insieme a carrboydite, idrowoodwardite, motukoreaite, nikischerite, shigaite, zincowoodwardite, glaucocerinite, woodwardite, idrohonessite, mountkeithite, natroglaucocerinite, wermlandite e zincaluminite.
L'aggiornamento della sistematica di Strunz è continuata dal database "mindat.org", dove il minerale mantiene la stessa classificazione.
Nella Sistematica dei lapis (Lapis-Systematik) di Stefan Weiß, che si basa in parte sull'ottava edizione di Strunz per rispetto verso i collezionisti privati e le collezioni istituzionali, elenca l'honessite nel sistema nº VI/D.09-010, dove si trova nella classe dei "solfati, cromati, molibdati e tungstati" e da lì nella sottoclasse "solfati idrati, con anioni estranei", suddivisa in base alle dimensioni dei cationi, visto che il minerale si trova nella sezione "cationi di medie dimensioni".
Anche nella classificazione dei minerali secondo Dana, usata principalmente nel mondo anglosassone, l'honessite si trova nella classe dei "solfati, cromati e molibdati", da lì nella sottoclasse "Solfati idrati con idrossile o alogeno" e infine nella sezione "solfati vari idrati con idrossile o alogeno" dove è l'unico membro del gruppo senza nome con il numero di sistema 31.10.06.

## Abito cristallino
L'honessite cristallizza nel sistema esagonale, secondo alcune fonti, o trigonale. In quest'ultimo caso, il gruppo spaziale di appartenenza è dato essere R3m (gruppo nº 66) con i parametri reticolari a = 3,083 Å e c = 26,71 Å.

## Origine e giacitura
Il minerale è un raro prodotto di ossidazione dei minerali contenenti solfuro di nickel ed è trovato in associazione con millerite, violarite e bravoite (per i campioni rinvenuti a Linden) e con reevesite, idrohonessite e theophrastite (per campioni trovati sull'isola di Unst, in Scozia).
In Italia l'honessite è stata trovata solo in Toscana a Rio Ardenza in provincia di Livorno.
Altri ritrovamenti si sono avuti in Germania (Hungenroth e Lahnstein, entrambi in Renania-Palatinato, e a Mansfeld, in Sassonia-Anhalt), in Grecia (a Lavreotiki); in Spagna (a Priorat, Catalogna); in Scozia (sull'isola di Unst e a Inveraray); in Russia (Kasimov, nell'Oblast' di Rjazan'); in Brasile (a São Francisco do Sul); negli Stati Uniti in diversi siti (contee di Monroe, Lincoln, Clark, Jefferson, Lewis, ancora un'altra contea di Lincoln, St. Louis, Iowa e Milwaukee).